# Mohor
Mohor je moško osebno ime.

## Izvor imena
Ime Mohor je verjetno prek oblike Mogor nastalo iz latinskega imena Hermagoras. To se v grščini glasi Ερμαγoρας (Ermagoras) in ga povezujejo z imenom boga Hermesa.

## Različice imena
- ženska različica imena: Mohora

## Pogostost imena
Po podatkih Statističnega urada Republike Slovenije je bilo na dan 31. decembra 2007 v Sloveniji število moških oseb z imenom Mohor: 56.

## Osebni praznik
V koledarju je ime Mohor zapisano 12. julija (Mohor/Hermagor/, škof in mučenec, †12. julija 304).

## Priimki nastali iz imena
Iz imena Mohor so nastali naslednji priimki: Mohor, Mohorč, Mohorič, Mohar, Mohorič, Mohorčič, Mohorko in Mogorovič.

## Zanimivost
V Sloveniji sta dve cerkvi sv. Mohorja in 16 cerkva sv. Mohorja in Fortunata. Po cerkvah se  imenujeta naselji: Šmohor.